# Petrogale mareeba
Petrogale mareeba là một loài động vật có vú trong họ Macropodidae, bộ Hai răng cửa. Loài này được Eldredge & Close miêu tả năm 1992.